# 阿弥陀ヶ峰城 (京都市)
阿弥陀ヶ峰城（あみだがみねじょう）は、京都府京都市東山区今熊野阿弥陀ヶ峰町（山城国愛宕郡）の阿弥陀ヶ峰（標高196m）にあった戦国時代の日本の城（山城）。

## 概要
阿弥陀ヶ峰城は、粟田口と並ぶ洛中と山科を繋ぐ重要な街道である渋谷越を押さえる目的で築かれたと考えられる城郭であり、曲輪などが良好に残存している。山下正男が平坦地の大まかな位置を記した縄張図を作成し、「京都市内およびその近辺の中世城郭――復元図と関連資料――」に掲載した。その後、京都大学考古学研究会が調査・測量を行い、より正確な縄張図を作成した。なお、阿弥陀ヶ峰の頂上には豊国廟が存在する。

## 沿革
阿弥陀ヶ峰城の築城主体や使用主体ははっきりとしない。築城主体・使用主体については2つの可能性が有力である。
- 第一に、天文元年（1532年）に町衆を主とする法華一揆と山科本願寺を拠点としていた一向一揆が激突し、最終的に法華一揆方が勝利したという一連の戦い（享禄・天文の乱、山科本願寺の戦い）の最中に、一向宗が使用した可能性が指摘されている。
- 第二に、主に天文―永禄期（1532年 - 1570年）にかけて、渋谷越を中心とした流通に立脚していた土豪である今村氏が使用した可能性が挙げられる。今村氏の出自は未詳だが、天文期から永禄期にかけて渋谷越周辺で活動した今村政次（弥七、重介、十介）と今村慶満（紀伊守、源介）については比較的多くの史料が存在している。今村政次は山科―渋谷越―洛中という経路において一帯の通行の特権的営業権を保持していた人物である。今村慶満は三好長慶の最有力被官の1人で、山科や粟田口周辺に現れた六角氏方の軍勢を撃退したり、天文22年（1553年）の東山霊山城の戦いでは三好方として攻め手の軍勢の中心であった。慶満はまた、「汁谷口」（渋谷口）を含むと思われる京都東部と南部の率分関などの押領を行ったりしている。また今村氏は今村城という城を有していたとされる（『雍州府志』）。

## 遺構
複数の曲輪が残存する。遺構から阿弥陀ヶ峰城は山科方面からの攻撃を警戒する目的の城であったと考えられる。

## 城跡へのアクセス
- 電車でのアクセス
  - 七条駅（京阪本線）

- 徒歩でのアクセス
  - 七条駅→徒歩約13分→阿弥陀ヶ峰城